# Conservatorio de Ámsterdam
El Conservatorio de Ámsterdam (del neerlandés: Conservatorium van Amsterdam) está localizado en la ciudad neerlandesa de Ámsterdam. Fue fundado por Julius Röntgen, Franciscus Hendricus Coenen y Daniël de Lange en 1884.
Destaca en particular por su especialización en la música académica contemporánea (también llamada "música nueva" en el medio de la música clásica), incluyendo la música académica del siglo XX y XXI, la música modernista, y el jazz contemporáneo, siendo un conservatorio en donde músicos y compositores contemporáneos de todo el mundo realizan sus estudios de formación básica y posgrado.
Desde el 21 de abril de 2008, el Conservatorio tiene su sede en un nuevo edificio, obra de Frits van Dongen, construido en el Oosterdokseiland, cerca de la Estación Central de Ámsterdam. 

## Galería

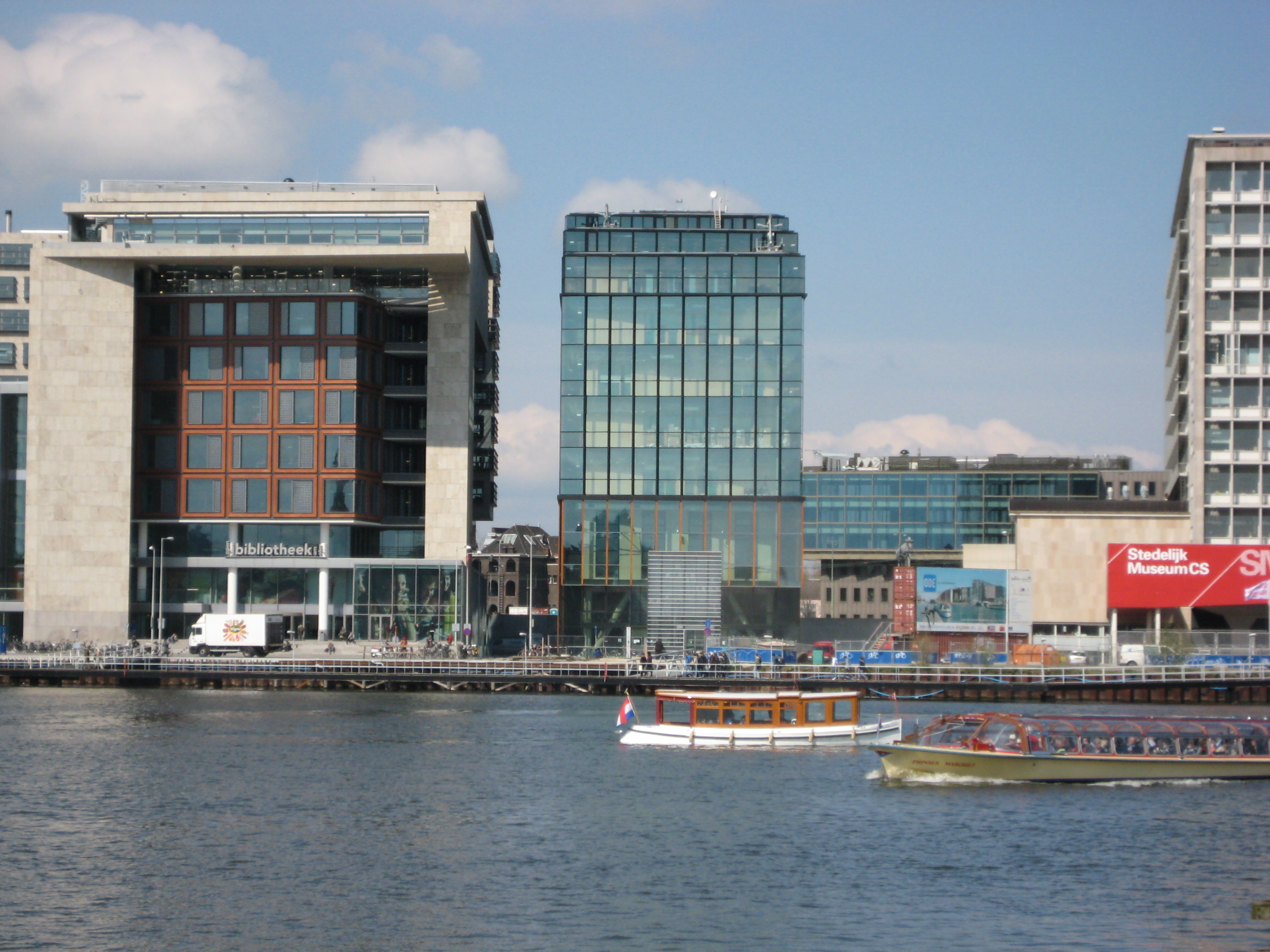
Conservatorio de Ámsterdam
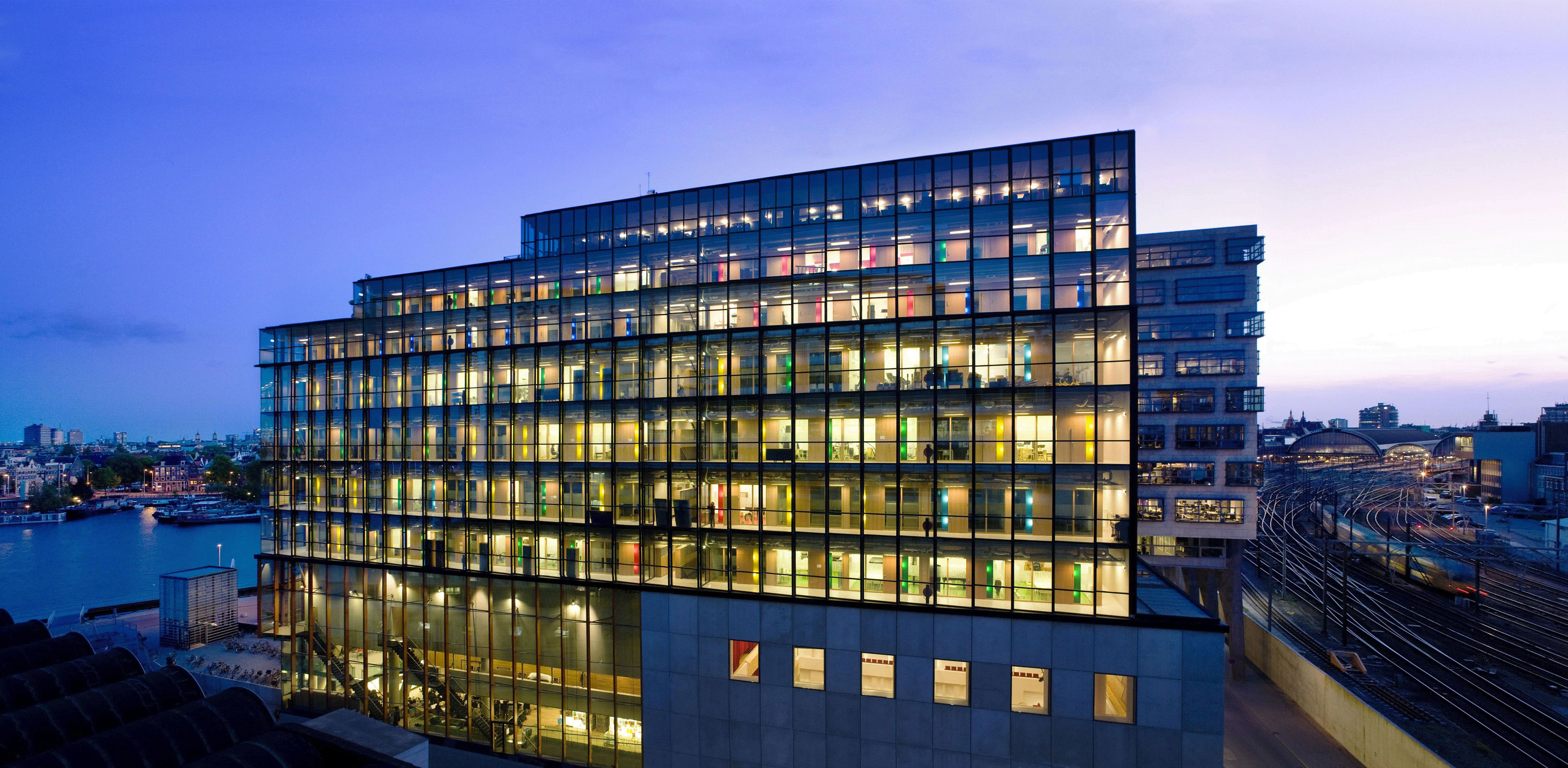
Conservatorium van Amsterdam bij nacht
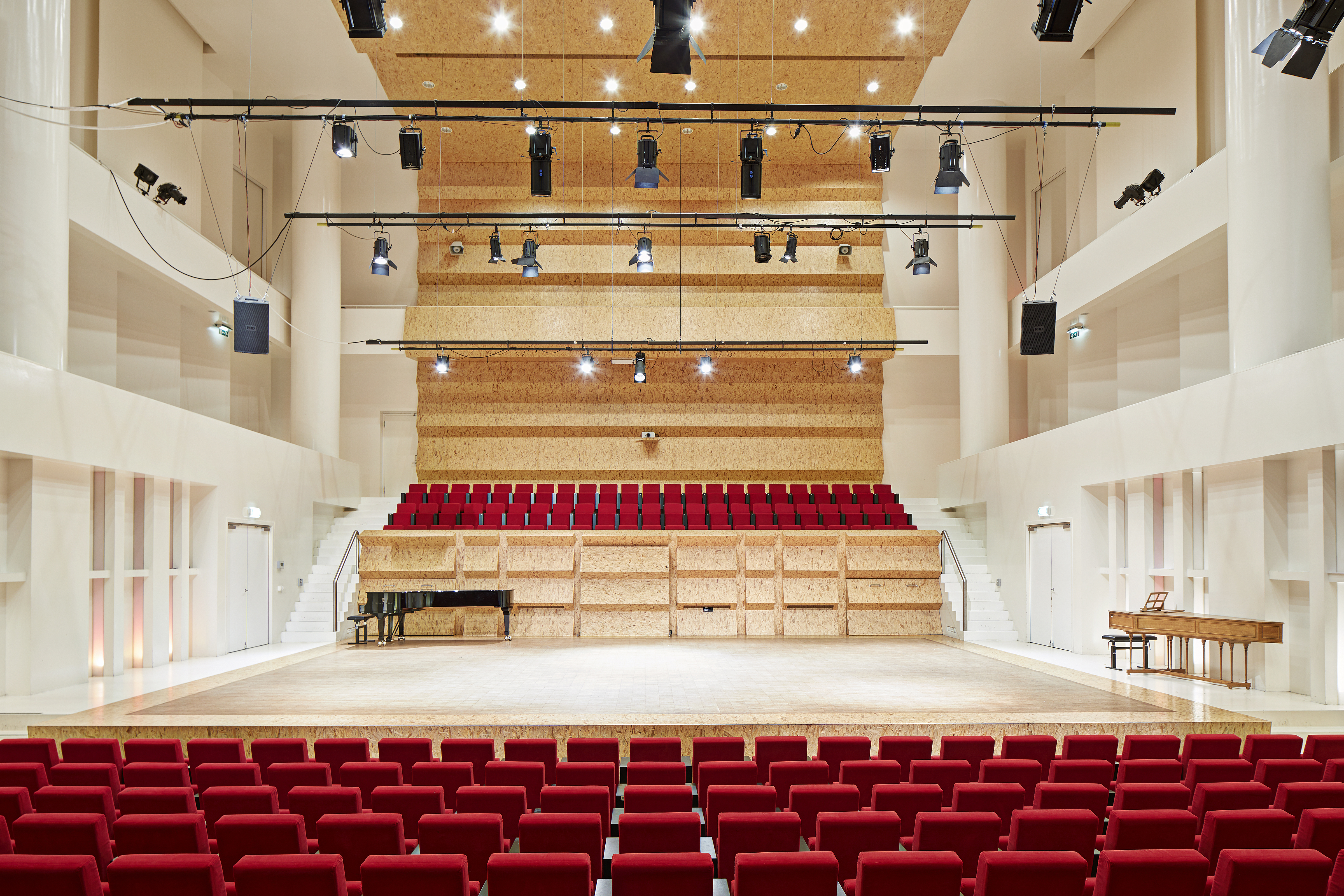
Auditorium Bernard Haitinkzaal
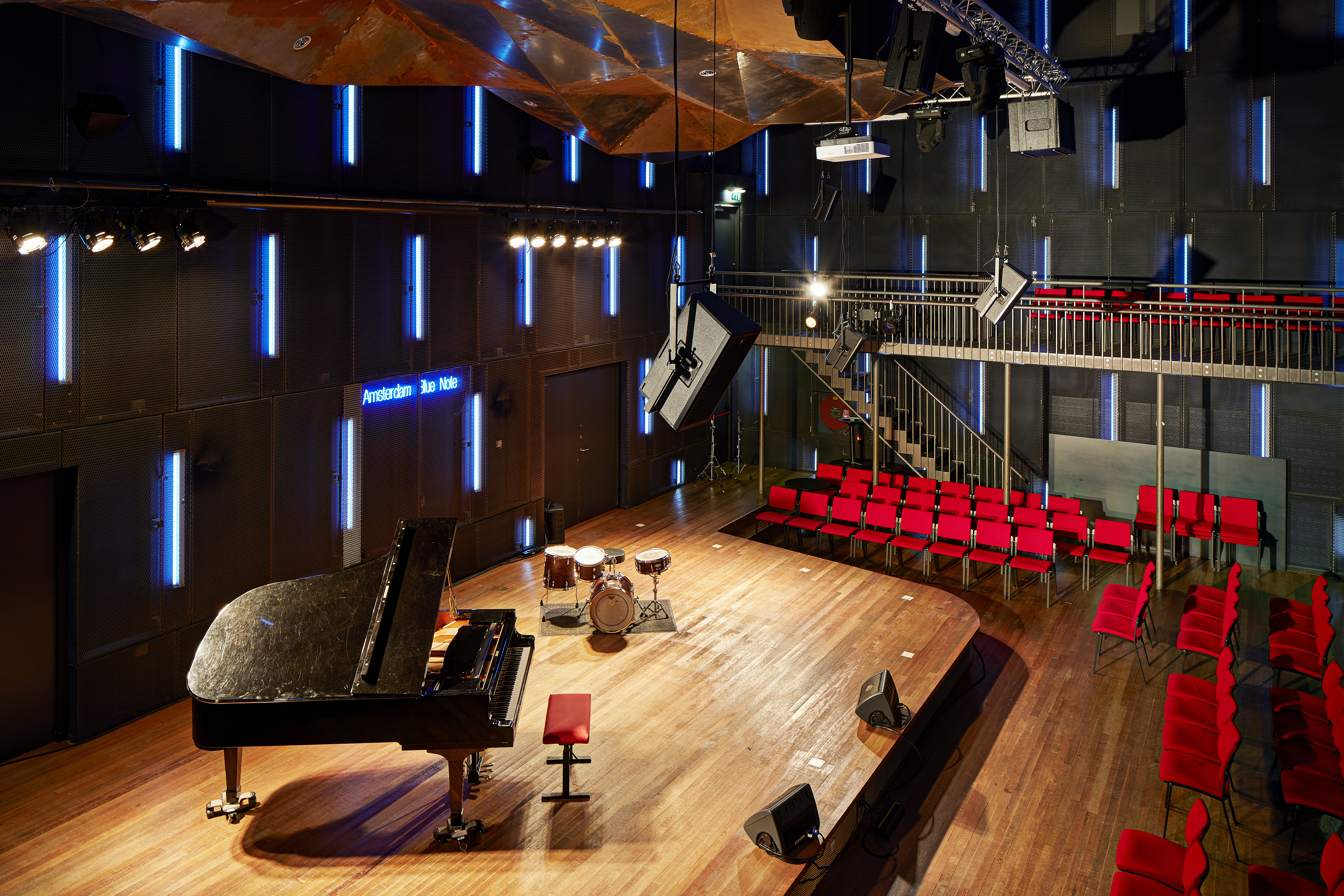
Blue Note Amsterdam Conservatorio de Amsterdam